# ال‌اچ‌وی پانک
ال‌اچ‌وی پانک (انگلیسی: LHV Pank) شرکت خدمات مالی و بانکداری استونیایی است، که در سال ۱۹۹۹ تأسیس شد.